# Billy Goldenberg
Billy Goldenberg, pseudonimo di William Leon Goldenberg (Brooklyn, 10 febbraio 1936 – New York, 4 agosto 2020), è stato un compositore, arrangiatore e pianista statunitense.
Ha composto musiche per film e serie televisive, tra cui: Duel, Il giro del mondo in 80 giorni e I giorni del padrino. Per alcune delle sue composizioni ha avuto diverse nomination e vinto alcuni Emmy Awards.

## Filmografia parziale

### Cinema
- Change of Habit, regia di William A. Graham (1969)
- La cavalletta (The Grasshopper), regia di Jerry Paris (1970)
- Provaci ancora, Sam (Play It Again, Sam), regia di Herbert Ross (1972)
- Voglio la libertà (Up the Sandbox), regia di Irvin Kershner (1972)
- Un rebus per l'assassino (The Last of Sheila), regia di Herbert Ross (1973)
- Mani sporche sulla città (Busting), regia di Peter Hyams (1974)
- Il principio del domino: la vita in gioco (The Domino Principle), regia di Stanley Kramer (1977)
- Reuben, Reuben, regia di Robert Ellis Miller (1983)

### Televisione
- Reporter alla ribalta (The Name of the Game) - serie TV, 7 episodi (1968-1971)
- Duel - film TV, regia di Steven Spielberg (1971)
- Colombo (Columbo) - serie TV, 7 episodi (1971-1974)
- Ghost Story - serie TV, 19 episodi (1972-1973)
- Benjamin Franklin - miniserie TV (1974)
- Rhoda - serie TV, 50 episodi (1974-1976)
- The UFO Incident - film TV, regia di Richard A. Colla (1975)
- Bel Air - La notte del massacro (Helter Skelter) - miniserie TV (1976)
- I giorni del padrino (The Gangster Chronicles) - serie TV (1981)
- Storie incredibili (Amazing Stories) - serie TV, 3 episodi (1985-1986)
- Il giro del mondo in 80 giorni (Around the World in 80 Days) - miniserie TV (1989)
- Lucky/Chances (Lucky Chances) - miniserie TV (1990)